# Elizabeth Alfred
Elizabeth Alfred (10 de janeiro de 1914 – 2 de fevereiro de 2015) foi uma diácona e sacerdote anglicana em Melbourne, Austrália. Ela foi a primeira mulher a ser ordenada sacerdote na Diocese Anglicana de Melbourne, em 1992.

## Infância e educação
Elizabeth Alfred nasceu em 10 de janeiro de 1914. A família de Alfred costumava se mudar de um lugar para outro no estado de Victoria, e seu pai era gerente de banco. De 1928 a 1929, ela frequentou a Girton Grammar School em Bendigo.
Alfred treinou na Deaconess House em Melbourne, e em 1944 foi colocado em St. Marks, Fitzroy.

## Carreira
Em 1979, Alfred foi nomeado capelão do Royal Women's Hospital em Melbourne, tornando-se a primeira mulher a ocupar o cargo. Naquela época, ela tinha todas as qualificações para a ordenação e estava realizando a mesma obra que os sacerdotes realizam, mas ainda não podia ser ordenada. Em 1981, o Sínodo de Melbourne votou a favor da ordenação de mulheres, e Alfred fazia parte de um grupo de mulheres ordenadas como diáconas em 1986. Ela foi ordenada sacerdote em 1992  pelo arcebispo Keith Rayner, embora aos 78 anos já tivesse passado da idade de aposentadoria. Rayner fez uma promessa a Alfred de que, quando sua ordenação como padre se tornasse uma possibilidade, ele o faria, independentemente das limitações de tempo.

## Vida posterior e morte
Alfred presidiu a Sagrada Comunhão em seu 100º aniversário em 2014, em St. James em Dandenong. Ela morreu três semanas após seu 101º aniversário, em 2 de fevereiro de 2015, em Melbourne.

## Prêmios e honras
Em 2001, Alfred foi adicionado ao Victorian Honour Roll of Women por suas realizações como Diaconisa Principal e por ser a primeira mulher sacerdotal em Melbourne.